# Escudo de la ciudad de Santa Fe (Argentina)

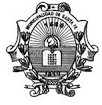
El escudo original.

El Escudo de Armas de la ciudad de Santa Fe es el escudo oficial que utilizan las diferentes áreas y dependencias del Gobierno de la ciudad de Santa Fe. Fue creado y aprobado el 7 de diciembre de 1894 por ordenanza municipal. El escudo fue diseñado por el historiador santafesino Ramón Lassaga, y durante los siguientes años cambiaría su forma y diseño, pero en esencia el escudo original sería respetado.
El escudo es de forma oval, y contiene cinco fechas, que representan las convenciones constituyentes habidas en el Cabildo de Santa Fe. Está orlado con ramos de laureles, y unidos en su parte inferior con trozos de cadena y una cinta con los colores patrios.
En el centro del escudo, se representa un campo celeste bajo un cielo blanco, representando los colores patrios y con el sol naciente, idealizando la libertad. En la parte superior del sol se encuentra la fecha de 1580, como recuerdo de la Revolución de los Siete Jefes, el primer movimiento de libertad. El sol tiene nueve rayos lineales largos y veinticuatro cortos alternados, y en el centro de él se encuentra, sostenido por una pica, el gorro frigio, siendo este el símbolo de la libertad y el republicanismo. En su parte superior se encuentra escrito "Municipalidad de Santa Fe".
Las cinco fechas que se incluyen en el pergamino son:
- 1828: Convención Nacional y tratado con Brasil.
- 1831: Pacto Federal.
- 1853: Congreso Constituyente.
- 1860: Convención Reformadora.
- 1866: Convención Reformadora y Reforma sobre los derechos de exportación.

Y abajo del pergamino, está escrito 1810, año en el que sucedió la Revolución de Mayo.